# Starck AS-20
Le Starck AS-20 est un avion expérimental conçu en France en 1942 par l'ingénieur aéronautique français André Starck.